# Campeonato de Fútbol del Guayas 1963
El Campeonato de Fútbol del Guayas de Fútbol de 1963, más conocido como la Copa de Guayaquil 1963, fue la 13.ª edición de los campeonatos semiprofesionales del Guayas, dicho torneo fue organizado por la Asoguayas, además este torneo sirvió como clasificatorio para el Campeonato Ecuatoriano de Fútbol 1963, en este torneo se jugó con la participación de 6 equipos de los cuales en esta temporada no hubo ni ascenso ni tampoco descenso, en dicho torneo sería la primera vez que el cuadro campeón saliera invicto en todo el torneo y ese sería el Barcelona, además el 9 de Octubre conseguiría su primer subcampeonato en el profesionalismo tras 13 años jugando en la era profesional.
El Barcelona se coronó como campeón por tercera vez campeón, mientras que el 9 de Octubre obtendría su primer subcampeonato. 

## Formato del Torneo
El campeonato de Guayaquil se jugara con el formato de 2 etapas y será de la siguiente manera:
Primera Etapa
Se jugara en partidos de ida y vuelta entre los 6 participantes los cinco equipos que se mejor ubiquen lograran el pase al pentagonal en la que se definirá al campeón e subcampeón del torneo, en esta ocasión el equipo que quede en el último lugar no descenderá a la serie B de la Copa de Guayaquil sino que se mantendrá hasta la siguiente temporada.
Segunda Etapa
Se jugara a una sola vuelta entre los 5 equipos que lograran clasificarse de la 1ª etapa, y de los cuales el equipo con mayor cantidad de puntos será campeón de la edición de 1963, mientras que los 4 mejores ubicados es decir el campeón, subcampeón, 3° lugar e 4° puesto tendrán asegurado su puesto en el Campeonato Ecuatoriano de Fútbol 1963.

## Equipos
| Equipo        | Ciudad    | Estadio         | Capacidad |
| ------------- | --------- | --------------- | --------- |
| Barcelona     | Guayaquil | Alberto Spencer | 42.000    |
| Emelec        | Guayaquil | Alberto Spencer | 42.000    |
| Patria        | Guayaquil | Alberto Spencer | 42.000    |
| 9 de Octubre  | Guayaquil | Alberto Spencer | 42.000    |
| Everest       | Guayaquil | Alberto Spencer | 42.000    |
| Norte América | Guayaquil | Alberto Spencer | 42.000    |

## Primera Etapa

### Partidos y resultados
| Fecha 1      | Fecha 1   | Fecha 1          |
| Equipo Local | Resultado | Equipo Visitante |
| ------------ | --------- | ---------------- |
| Barcelona    | 2-1       | Patria           |
| Emelec       | 4-0       | Norteamérica     |
| Everest      | 3-2       | 9 de Octubre     |

| Fecha 2      | Fecha 2   | Fecha 2          |
| Equipo Local | Resultado | Equipo Visitante |
| ------------ | --------- | ---------------- |
| Barcelona    | 1-0       | Norteamérica     |
| Everest      | 0-0       | Patria           |
| 9 de Octubre | 2-2       | Emelec           |

| Fecha 3      | Fecha 3   | Fecha 3          |
| Equipo Local | Resultado | Equipo Visitante |
| ------------ | --------- | ---------------- |
| Emelec       | 1-1       | Patria           |
| Norteamérica | 1-2       | 9 de Octubre     |
| Everest      | 2-2       | Barcelona        |

| Fecha 4      | Fecha 4   | Fecha 4          |
| Equipo Local | Resultado | Equipo Visitante |
| ------------ | --------- | ---------------- |
| Emelec       | 4-1       | Everest          |
| Norteamérica | 0-0       | Patria           |
| 9 de Octubre | 1-1       | Barcelona        |

| Fecha 5      | Fecha 5   | Fecha 5          |
| Equipo Local | Resultado | Equipo Visitante |
| ------------ | --------- | ---------------- |
| Emelec       | 2-2       | Barcelona        |
| Norteamérica | 1-2       | Everest          |
| Patria       | 1-1       | 9 de Octubre     |

| Fecha 6      | Fecha 6   | Fecha 6          |
| Equipo Local | Resultado | Equipo Visitante |
| ------------ | --------- | ---------------- |
| Patria       | 0-1       | Barcelona        |
| Norteamérica | 0-1       | Emelec           |
| 9 de Octubre | 1-0       | Everest          |

| Fecha 7      | Fecha 7   | Fecha 7          |
| Equipo Local | Resultado | Equipo Visitante |
| ------------ | --------- | ---------------- |
| Emelec       | 2-2       | 9 de Octubre     |
| Norteamérica | 0-4       | Barcelona        |
| Patria       | 2-0       | Everest          |

| Fecha 8      | Fecha 8   | Fecha 8          |
| Equipo Local | Resultado | Equipo Visitante |
| ------------ | --------- | ---------------- |
| Barcelona    | 2-2       | Everest          |
| 9 de Octubre | 6-2       | Norteamérica     |
| Patria       | 2-0       | Emelec           |

| Fecha 9      | Fecha 9   | Fecha 9          |
| Equipo Local | Resultado | Equipo Visitante |
| ------------ | --------- | ---------------- |
| Barcelona    | 1-1       | 9 de Octubre     |
| Patria       | 0-0       | Norteamérica     |
| Everest      | 0-2       | Emelec           |

| Fecha 10     | Fecha 10  | Fecha 10         |
| Equipo Local | Resultado | Equipo Visitante |
| ------------ | --------- | ---------------- |
| Barcelona    | 0-0       | Emelec           |
| Everest      | 7-1       | Norteamérica     |
| 9 de Octubre | 1-0       | Patria           |

### Tabla de posiciones
| Pos | Equipo        | Pts | PJ | PG | PE | PP | GF | GC | Dif |
| --- | ------------- | --- | -- | -- | -- | -- | -- | -- | --- |
| 1º  | Barcelona     | 14  | 10 | 4  | 6  | 0  | 16 | 9  | +7  |
| 2º  | Emelec        | 13  | 10 | 4  | 5  | 1  | 18 | 10 | +8  |
| 3º  | 9 de Octubre  | 13  | 10 | 4  | 5  | 1  | 19 | 13 | +6  |
| 4º  | Everest       | 9   | 10 | 3  | 3  | 4  | 17 | 17 | 0   |
| 5º  | Patria        | 9   | 10 | 2  | 5  | 3  | 6  | 6  | 0   |
| 6º  | Norte América | 2   | 10 | 0  | 2  | 8  | 5  | 22 | -17 |

 Pts=Puntos; PJ=Partidos jugados; G=Partidos ganados; E=Partidos empatados; P=Partidos perdidos; GF=Goles a favor; GC=Goles en contra; Dif=Diferencia de gol
|  | Clasificaron al Pentagonal Final |

## Pentagonal Final
Para definir al campeón de la edición de 1963 se jugaría a una sola vuelta es decir solamente los encuentros de ida en el caso del puntaje se lo haría por medio de la sumatoria de ambas etapas tanto de la fase regular como el pentagonal de ahí saldría el campeón del torneo y los demás equipos para el Campeonato Ecuatoriano de Fútbol 1963.

### Partidos y resultados
| Fecha 1      | Fecha 1   | Fecha 1          |
| Equipo Local | Resultado | Equipo Visitante |
| ------------ | --------- | ---------------- |
| Everest      | 0-1       | Barcelona        |
| 9 de Octubre | 2-1       | Patria           |

| Fecha 2      | Fecha 2   | Fecha 2          |
| Equipo Local | Resultado | Equipo Visitante |
| ------------ | --------- | ---------------- |
| Barcelona    | 1-0       | 9 de Octubre     |
| Emelec       | 1-1       | Patria           |

| Fecha 3      | Fecha 3   | Fecha 3          |
| Equipo Local | Resultado | Equipo Visitante |
| ------------ | --------- | ---------------- |
| Patria       | 1-2       | Barcelona        |
| Emelec       | 1-2       | Everest          |

| Fecha 4      | Fecha 4   | Fecha 4          |
| Equipo Local | Resultado | Equipo Visitante |
| ------------ | --------- | ---------------- |
| Emelec       | 2-3       | 9 de Octubre     |
| Patria       | 2-1       | Everest          |